# Nica
Nica (em luganda: Nyika), chamado Congou pelo explorador inglês John Hanning Speke, foi um cangauo (em luganda: kangawo) ou chefe dos bulemezis. Era filho de Quigue e pertencia ao clã fumbe do Reino de Buganda. Foi mencionado por Speke em 1862 durante sua visita a Buganda. Em 1874, perdeu o favor real e foi rebaixado à pequena chefatura de Cajongolo. À época, em resposta a ajuda prestada a seu pai por um membro do clã mamba, adotou o jovem Quizito daquele clã, lhe rendendo a restauração do favor do cabaca (rei) Mutesa I (r. 1857–1884). Em 1884, Muanga II (r. 1884–1888) nomeou-o guardião do cordão umbilical real.